# Cantón de Saint-Germain-lès-Corbeil
El cantón de Saint-Germain-lès-Corbeil era una división administrativa francesa, que estaba situada en el departamento de Essonne y la región de Isla de Francia.

## Composición
El cantón estaba formado por siete comunas:
- Étiolles
- Morsang-sur-Seine
- Saint-Germain-lès-Corbeil
- Saint-Pierre-du-Perray
- Saintry-sur-Seine
- Soisy-sur-Seine
- Tigery

## Supresión del cantón de Saint-Germain-lès-Corbeil
En aplicación del Decreto nº 2014-230 de 24 de febrero de 2014, el cantón de Saint-Germain-lès-Corbeil fue suprimido el 22 de marzo de 2015 y sus 7 comunas pasaron a formar parte; cuatro del nuevo cantón de Épinay-sous-Sénart y tres del nuevo cantón de Draveil.